# Helicoverpa rufa
Helicoverpa rufa là một loài bướm đêm trong họ Noctuidae.